# Jaime Hamilton, 1.º Visconde Claneboye
Jaime Hamilton, 1.º Visconde de Claneboye (c. 1560 - 24 de janeiro de 1644)  ‎foi um ‎‎escocês‎‎ que se tornou dono de grandes áreas de terra em ‎‎County Down,‎‎ Irlanda, e fundou um bem sucedido assentamento ‎‎protestante‎‎ escocês lá muitos anos antes ‎‎da Plantação de Ulster.‎‎ Hamilton foi capaz de adquirir as terras como resultado de suas conexões com o rei ‎‎Jaime I da Inglaterra‎‎, para quem ele tinha sido um agente nas negociações para Jaime suceder a Rainha Elizabeth I da ‎‎Inglaterra.‎

## Vida
‎Hamilton era o mais velho de seis filhos‎‎ de Hans Hamilton (1535/6-1608)‎‎ e Jonet‎‎ (ou Janet). ‎‎Seu pai Hans foi o primeiro ministro protestante de ‎‎Dunlop‎‎ em ‎‎East Ayrshire, ‎‎Escócia.